# 弾道ミサイル潜水艦

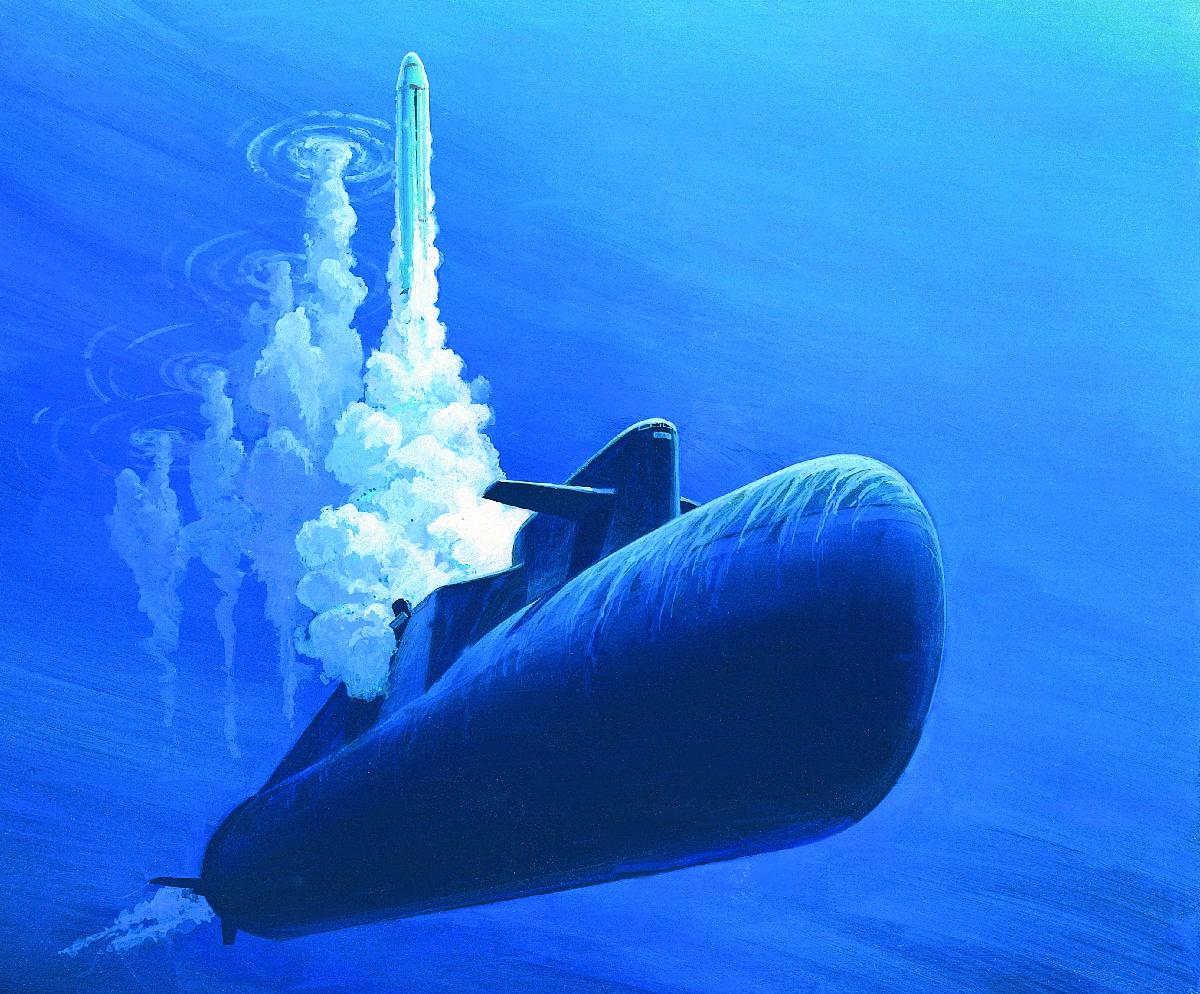
SLBMを水中で発射するデルタ型のイラスト

弾道ミサイル潜水艦（だんどうミサイルせんすいかん）は、潜水艦発射弾道ミサイル(Submarine-launched ballistic missile, SLBM)を搭載した潜水艦。通常推進弾道ミサイル潜水艦(Strategic Submarine Ballistic, SSB)もあるが、この艦種では原子力潜水艦の方が主流で戦略ミサイル原子力潜水艦(Strategic Submarine Ballistic Nuclear, SSBN)と呼ばれる。

## 概要
弾道ミサイル潜水艦の特徴は、敵国攻撃用の長距離弾道ミサイルを搭載しているプラットフォームとして、潜水艦が有する秘匿性により生存性が高いことにある。この生存性の高さにより、報復核戦力として有用とされ、相互確証破壊(MAD)をはじめ、核抑止の一端を担ってきた。一般的なSSBNには、長距離弾道ミサイルを搭載するに足る十分な艦の大きさと生存性確保のための隠密性が求められる。
2023年時点ではアメリカ合衆国、ロシア、イギリス、フランス、中華人民共和国、インドの6ヶ国がSSBNを保有しており、中華人民共和国と朝鮮民主主義人民共和国は実験的なSSBを有している。

## 歴史

ズールー型を改造したAB611型

第二次世界大戦中に、世界で初めて実用化された弾道ミサイルであるV2ロケットにおいても、すでに潜水艦への搭載構想が生じており、防水キャニスターに収納しUボートで曳航、大西洋上からアメリカ本土を攻撃する計画を有していた。これはミサイル収容筒を曳航する方式であり、実用化はされなかった。
世界初の弾道ミサイル潜水艦として、ソ連が冷戦期の1959年2月に実戦配備している。これは通常推進のズールー型潜水艦（611型）を改造し、SS-1B Scudの改造型であるR-11FMをセイルに2基搭載した。続いてアメリカで1960年に作戦航海を開始したジョージ・ワシントン級原子力潜水艦は、16基のポラリスA1（射程2,200km）を搭載した。ジョージ・ワシントン級1番艦・ジョージ・ワシントンは、ソ連軍への対抗のため建造が急がれ、スキップジャック級原子力潜水艦を改装して建造している。その後、米ソ両海軍は、弾道ミサイル潜水艦の戦力を充実させていったが、アメリカ海軍ではジョージ・ワシントン級からベンジャミン・フランクリン級までの集中して戦力整備した弾道ミサイル潜水艦5クラス41隻を「自由のための41隻」と呼んだ。
イギリス海軍では、1962年のナッソー協定により、アメリカからポラリスSLBMの供給を受けることとなり、ミサイル搭載艦であるレゾリューション級原子力潜水艦が1967年に就役した。フランス海軍は独自の核戦力構築を行っており、1971年にル・ルドゥタブル級原子力潜水艦が就役した。
冷戦終結後、イギリスでは航空機搭載核爆弾が退役し、フランスでは陸上配備中距離弾道ミサイルが廃止される等、核戦力が整理されたがSSBNの配備は続けており、中国も094型（晋級）の配備によるSSBNの増勢を行う等、SSBN戦力の維持・増加が続けられている。また、北朝鮮は2010年代より、SLBMの開発を積極的に進めており、2022年時点で通常動力型のSSB1隻を保有しているとされる。

## 構造・運用

ボレイ級の内部構造

弾道ミサイル潜水艦では、潜水艦発射弾道ミサイル(SLBM)の搭載・発射のため、艦体に垂直発射筒を装備している。アメリカ海軍では、このミサイル区画をシャーウッドの森と俗称している。オハイオ級原子力潜水艦においては、SLBMはコールド・ランチ方式により水中発射される。ロケット式燃焼器により、水タンクの水を加熱し、発生した水蒸気を用いてミサイルを艦体から上方に射出、その後、ミサイルは本体のロケット推進機に点火し、飛翔する。
弾道ミサイル潜水艦の主要任務は報復核戦力の確実な保持であり、そのために戦略パトロール（核抑止哨戒）を行う。作戦中の正確な位置は潜水艦隊の司令官にも知らされていないなど、位置の秘匿が徹底されている。哨戒の際は、仮想敵国をSLBMの射程に収め、できれば敵対潜部隊の脅威が少なく、味方部隊の支援が得られる地域で行動することが望ましい。このような哨戒海域は軍事的な聖域とされ、ソ連・ロシア海軍におけるオホーツク海等がそれにあたる。そのような中でも、特に冷戦期のアメリカ海軍の攻撃型原子力潜水艦は、ソ連海軍のSSBNの追尾を行っており、戦時に入れば直ちに撃沈し、核戦力の無効化することを図っていた。そのため、1993年3月にはコラ半島沖で、アメリカ海軍のUSSグレイリング（SSN-646）がロシア海軍のK-407との衝突事故を起こしているコラ半島沖潜水艦衝突事件等、水中での衝突事件も発生している。
弾道ミサイル潜水艦を恒常的に哨戒配備につけるためには、哨戒・訓練・整備のローテーションの都合上、最低3隻が必要とされ、予備も含めれば少なくとも4隻が必要とされる。アメリカ海軍とイギリス海軍では、哨戒効率の向上を図るため、艦ごとに2チームのクルーを準備しており、それぞれチーム名はブルー及びゴールド(Blue and Gold)、ポート及びスターボード(Port and Starboard)と呼ばれる。アメリカ海軍では、ジョージ・ワシントン級の時点より2チーム制であるが、これは当時のSLBMの射程が短くソ連近海での哨戒配備の必要があり、アメリカ本土まで戻らずにホーリー・ロッホ（スコットランド）やロタ（スペイン）、グアム等の前進基地において、潜水母艦を用いて補給・乗員交代と軽度の整備を行い、移動時間の節約を図っていたことでもあった。

## 主な弾道ミサイル潜水艦
アメリカ合衆国
- オハイオ級原子力潜水艦
- コロンビア級原子力潜水艦（計画中）

 イギリス
- ヴァンガード級原子力潜水艦
- ドレッドノート級原子力潜水艦

 インド
- アリハント級原子力潜水艦

 フランス
- ル・トリオンファン級原子力潜水艦
- SNLE 3G（計画中）

 ロシア
- デルタ型原子力潜水艦
- ボレイ型原子力潜水艦

 中国
- シンポ型[注 1]
- 032型潜水艦[注 1]
- 092型原子力潜水艦
- 094型原子力潜水艦
- 096型原子力潜水艦（計画中）

 北朝鮮
- 金君玉英雄艦[注 1]

 大韓民国
- 島山安昌浩級潜水艦[注 1]

### 性能の比較
|          |            | 955型（ボレイ型）          | 094型（晋級）       | ル・トリオンファン級              | ヴァンガード級      | オハイオ級             |
| -------- | ---------- | -------------------------- | ------------------- | --------------------------------- | ------------------- | ---------------------- |
| 船体     | 水中排水量 | 24,000 t                   | 12,000 t            | 14,335 t                          | 15,900 t            | 18,750 t               |
| 船体     | 全長       | 170 m                      | 135 m               | 138 m                             | 149.9 m             | 170.67 m               |
| 船体     | 全幅       | 13.5 m                     | 12.5 m              | 12.5 m                            | 12.8 m              | 12.8 m                 |
| 船体     | 吃水       | 9.0 m                      | 不明                | 12.5 m                            | 12 m                | 11.1 m                 |
| 主機     | 機関       | 原子炉+蒸気タービン+発電機 | 不明                | 原子炉+蒸気タービン+発電機+電動機 | 原子炉+蒸気タービン | 原子炉+蒸気タービン    |
| 主機     | 方式       | ギアード・タービン         | 不明                | ターボ・エレクトリック            | ギアード・タービン  | ギアード・タービン     |
| 主機     | 出力       | 不明                       | 不明                | 41,500 hp                         | 27,500 shp          | 60,000 shp             |
| 主機     | 水中速力   | 25 kt                      | 20 kt以上           | 25 kt                             | 25 kt               | 24 kt（推定）          |
| 兵装     | 水雷       | 533mm魚雷発射管×6門        | 533mm魚雷発射管×6門 | 533mm魚雷発射管×4門               | 533mm魚雷発射管×4門 | 533mm魚雷発射管×4門    |
| 兵装     | SLBM       | 3M14×16基                  | JL-2×12基           | M51×16基                          | トライデントD5×16基 | トライデントC4/D5×24基 |
| 同型艦数 | 同型艦数   | 14隻予定                   | 8隻予定             | 4隻                               | 4隻                 | 18隻                   |